# Der Postillon
Der Postillon — это немецкий сайт сатирических новостей, управляемый Стефаном Зихерманом. Он публикует сатирические статьи о международных, национальных и местных новостях в газетном и телевизионном формате.
С 2016 года существует английская версия сайта с названием «The Postillon».

## История
Специалист по связям с общественностью Стефан Зихерманн в качестве хобби начал выпускать сатирические фейковые новости в 2008 году. Одним из источников вдохновения для него было американское агентство сатирических новостей «The Onion». Однако на самом сайте он утверждает, что издание ведёт свою историю непрерывно с октября 1845 года, а в 2008 году был запущен его сайт. Название Postillon восходит к французскому postilion и используется в немецком языке в традиционном или литературном контексте.
До 2011 года Стефан продолжал работать в PR-агентстве.
Postillon получил известность для широкой аудитории после того, как его сатирическая статья о закрытии сайта Kino.to, предоставляющего видео по запросу, стала вирусной в Facebook и Twitter. Тогда Зихерманн начал профессионально заниматься сайтом, нанял помощников и организовал финансирование выпусков рекламой и пожертвованиями через Flattr. Влияние Postillon среди немецкой аудитории социальных сетей выше, чем у многих официальных новостных порталов, таких как Focus Online, Süddeutsche.de и Frankfurter Allgemeine.

## Достижения
Вскоре после смерти Стива Джобса Postillon опубликовал статью с предположениями о технических характеристиках гроба техногуру и что на нём сделана надпись «похоронен в моей iTomb». Злобные комментарии читателей, содержащие фразу «Ein Leser Weniger» (одним читателем меньше) получил известность как языцех среди считывающего сообщества. Поклонники Феликса Баумгартнера рассердились на запись Постийона, в которой утверждалось, что рекордный прыжок был признан недействительным, поскольку австриец пересек линию фола перед стартовым сигналом.
В 2012 году немецкий телеведущий Дитер Моор использовал сатирическое представление о задержках в аэропорту Берлин-Бранденбург без ссылки на источник. Postillon предположил, что продолжающиеся задержки потребуют введения новой формы немецкого будущего времени. Различные СМИ просили Мура извиниться и указать источник шутки и Мур исполнил эти просьбы.
Свежие на тот момент, еще не подтвержденные официально новости о смене политика Рональда Пофалла железнодорожным оператором Deutsche Bahn сопровождались датированным задним числом, но в остальном верным постом Postillon.
Поскольку пародийные посты Postillon в социальных сетях часто ошибочно принимают за настоящие, это действительно приводило в замешательство редакции и широкую публику. В результате  редактор Postillon Стефан Зихерманн раскритиковал СМИ за то, что они вызывают меньшее доверие, чем Postillon.
Postillon опубликовала заметку о том, что хозяин бара, объявивший перед матчем Бразилия - Германия чемпионата мира по футболу 2014 года, что он поставит шот каждому посетителю за каждый гол команды Германии на этом матче, потерпел убытки. Статья разошлась в Интернете и была процитирована, как правдивая, в различных российских новостных агентствах, включая телеканал «Россия-24».

## Награды
- В 2010 году «Немецкая волна» присудила The BOBs в номинации «лучший блог на немецком языке».
- В 2013 году сайт получил награду немецкого конкурса телепрограмм Grimme Online[24].

## Содержание и дальнейшие публикации
Postillon предоставляет новости классического формата, стикеры, комментарии, колонки с ответами на вопросы, редакционные статьи и фальшивые опросы. В 2012 году Postillon выпустил книгу с различными статьями с сайта. Также в 2012 году на YouTube были опубликованы первые фейковые телепередачи. В дальнейшем видеоролики публикуются в сотрудничестве с Yahoo, а некоторые из них были показаны немецкой вещательной компанией Norddeutscher Rundfunk (NDR).

## Смотрите также
- Панорама (сатирический сайт)
- Список сатирических новостных сайтов[англ.]